# Richard H. Kirk
Richard H. Kirk (Sheffield, 21 de marzo de 1956-21 de septiembre de 2021)fue un compositor, músico y productor inglés.

## Trayectoria profesional
Richard H. Kirk se hizo conocido por primera vez en los años 70, cuando tocaba con el grupo de música industrial Cabaret Voltaire. Su primera grabación como artista en solitario, Disposable Half-Truths, apareció en 1980. Desde entonces mantuvo una carrera en solitario en paralelo al grupo Cabaret Voltaire, hasta la disolución de la banda en 1994. Durante los años 90 su producción musical aumentó considerablemente.
La obra de Kirk ha explorado la mayor parte de los géneros de música electrónica, y ello a través de toda una plétora de seudónimos que en ocasiones han hecho difícil al público formarse una idea global del amplio vasto estilístico cubierto. Su obra prolífica y polifacética han hecho que sea conocido como el "hombre más ocupado del techno contemporáneo".

### Alias
Además de los trabajos firmados bajo su propio nombre, Richard H. Kirk también ha utilizado los siguientes alias:
| - Al Jabr - Anarchia - Biochemical Dread - Blacworld - Chemical Agent - Citrus - Cold Warrior - Countzero - Dark Magus - Destructive Impact - Dr. Xavier | - Electronic Eye - Extended Family - Frightgod - Future Cop Movies - International Organisation - King Of Kings - Multiple Transmission - Nine Miles Dub - Nitrogen - Orchestra Terrestrial | - Outland Assassin - Papadoctrine - Pat Riot - Port Au Prince - PSI Punky Dread Allstars - Reflexiv - The Revolutionary Army - Robots + Humanoids - Sandoz - Signals Intelligence - The Silent Age | - Trafficante - Ubermenschlich - Ubu Rahmen - Wicky Wacky - Vasco de Mento |

## Discografía

### Álbumes
- Disposable Half-Truths (1980)
- Time High Fiction (1983)
- Black Jesus Voice (1986)
- Ugly Spirit (1986)
- Virtual State (1993)
- The Number of Magic (1995)
- Knowledge Through Science (1998)
- Darkness At Noon (1999)
- Hoodoo Talk (with Pete Hope)

#### Como Sandoz
- Digital Lifeforms (Touch, 1993)
- Intenseley Radioactive (Touch, 1994)
- Every Man Got Dreaming (Touch, 1995)
- Dark Continent (Touch, 1996)
- God Bless the Conspiracy (Alphaphone Recordings, 1997)
- In Dub: Chant to Jah (Touch, 1998/ Soul Jazz, 2002)
- Afrocentris (Intone, 2001)
- Live in the Earth: Sandoz in Dub Chapter 2 (Soul Jazz, 2006)

### Singles en doce pulgadas
- "Leather Hands" (with Pete Hope)
- "Surgeons" (with Pete Hope)
- "Hipnotic"

## Colaboraciones
La siguiente es una lista de grupos y artistas con los que ha trabajado::
- Acid Horse
- Cabaret Voltaire
- Peter Hope
- The Pressure Company
- Sweet Exorcist
- XON